# ماهی‌خورک جاوه‌ای
ماهی‌خورک جاوه‌ای (نام علمی: Halcyon cyanoventris) نام یک گونه از سرده ماهی‌خورک‌های آرامش است.